# Paul Hoffmann
Paul Hoffmann (ur. 15 maja 1907, zm. 23 grudnia 1945) – zbrodniarz hitlerowski, członek załogi obozu koncentracyjnego Majdanek, SS-Unterscharführer. Pełnił służbę w obozowym krematorium.
Skazany 14 listopada 1945 za znęcanie się nad więźniami przez polski sąd w Lublinie na karę śmierci przez powieszenie. Wyrok wykonano w grudniu 1945.